# جی‌فورس سری ۷
جی‌فورس سری ۷ سری هفتم از سری چیپ‌ست‌های گرافیکی جی‌فورس است.

## ۷۱۰۰
در ۳۰ اوت ۲۰۰۶ معرفی شد از رابط پی‌سی‌آی اکس‌پرس استفاده می‌کند و تنها مدلش ۷۱۰۰ GS
مشخصات ویژه
| Intellisample 4.0 Technology (but without GCAA) |
| فناوری بالارفتنی واسط پیوند(SLI)                |
| فناوری TurboCache                               |
| فناوری ویدئوخالس انویدیا                        |

### GeForce ۷۱۰۰ GS
- Graphics Bus: PCI Express
- واسط حافظه: ۶۴-bit
- پهنای باند حافظه: ۵٫۳ GB/s
- نرخ پر کردن: ۱٫۴ billion pixel/s
- Vertice/s: ۲۶۳ million
- نوع حافظه: DDR-II with TC

## ۷۲۰۰
در ۸ مه ۲۰۰۷ معرفی شدند از رابط PCI Express استفاده می‌کنند و تنها مدلش ۷۲۰۰ GS.
مشخصات ویژه
| Intellisample 4.0 Technology |
| فناوری توربوکش(TurboCache)   |
| فناوری انتقال دینامیک بالا   |
| UltraShadow II Technology    |
| موتور CineFX 4.0             |
| فناوری ویدئوخالس انویدیا     |

### GeForce ۷۲۰۰ GS
- Graphics Bus: PCI Express
- واسط حافظه: ۶۴-bit
- پهنای باند حافظه: ۶٫۴ GB/s
- نرخ پر کردن: ۹۰۰ million pixel/s
- Vertice/s: ۲۲۵ million
- نوع حافظه: DDR-II with TC

## ۷۳۰۰
این سری مدلهایش عبارت‌است از:۷۳۰۰ GT، the ۷۳۰۰ GS، the ۷۳۰۰ LE، and the ۷۳۰۰ SE.
مشخصات ویژه
| Intellisample 4.0 Technology     |
| فناوری بالارفتنی واسط پیوند(SLI) |
| فناوری توربوکش(TurboCache)       |
| فناوری انتقال دینامیک بالا       |
| UltraShadow II Technology        |
| موتور CineFX 4.0                 |
| فناوری ویدئوخالس انویدیا         |

## ۷۶۰۰
این سری در ۹ مارس ۲۰۰۶ معرفی شدند
مدلهایش عبارتند از:GeForce ۷۶۰۰ GT and ۷۶۰۰ GS.
مشخصات ویژه
| Intellisample 4.0 Technology     |
| فناوری بالارفتنی واسط پیوند(SLI) |
| Extreme HD Technology            |
| فناوری انتقال دینامیک بالا       |
| UltraShadow II Technology        |
| موتور CineFX 4.0                 |
| فناوری ویدئوخالس انویدیا         |

## ۷۸۰۰
در اوایل سال ۲۰۰۶ معرفی شدند و مدلهای آن عبارتند از: GeForce ۷۸۰۰ GTX ۵۱۲، GeForce ۷۸۰۰ GTX، GeForce ۷۸۰۰ GT، and GeForce ۷۸۰۰ GS.
مشخصات ویژه
| Intellisample 4.0 Technology     |
| فناوری بالارفتنی واسط پیوند(SLI) |
| فناوری انتقال دینامیک بالا       |
| UltraShadow II Technology        |
| موتور CineFX 4.0                 |
| فناوری ویدئوخالس انویدیا         |

## ۷۹۰۰
در ۹ مارس ۲۰۰۶ معرفی شدند
مشخصات ویژه
| Intellisample 4.0 Technology     |
| فناوری بالارفتنی واسط پیوند(SLI) |
| Extreme HD Technology            |
| فناوری انتقال دینامیک بالا       |
| UltraShadow II Technology        |
| موتور CineFX 4.0                 |
| فناوری ویدئوخالس انویدیا         |

## ۷۹۵۰
آخرین سری از سری ۷ ان‌ویدیا است و مدلهایش عبارتند از: ۷۹۵۰ GT and ۷۹۵۰ GX۲
مشخصات ویژه
| Intellisample 4.0 Technology                                                     |
| فناوری بالارفتنی واسط پیوند(SLI)                                                 |
| فناوری انتقال دینامیک بالا (به انگلیسی: High dynamic range rendering Technology) |
| UltraShadow II Technology                                                        |
| موتور CineFX 4.0                                                                 |
| فناوری NVIDIA PureVideo HD                                                       |